# Stenohelia maderensis
Stenohelia maderensis är en nässeldjursart som först beskrevs av Johnston 1862.  Stenohelia maderensis ingår i släktet Stenohelia och familjen Stylasteridae. Inga underarter finns listade i Catalogue of Life.